# Kęstutis Ivaškevičius
Kęstutis Ivaškevičius (ur. 17 kwietnia 1985, Kłajpeda, Litwa) – litewski piłkarz, występujący na pozycji pomocnika, reprezentant Litwy.

## Kariera piłkarska

### Kariera klubowa
Ivaškevičius był ofensywnym pomocnikiem, grającym na prawej stronie boiska, czasami schodzącym do jego środka. W 2003 rozpoczął karierę piłkarską w Atlantasie Kłajpeda. Potem występował w klubach FBK Kaunas i FK Šiauliai. Do Hearts sprowadził go Władimir Romanow, który jest właścicielem dwu klubów – Hearts i FBK Kowno. Litwin debiutował w bordowych barwach zespołu we wrześniu 2006 roku, w wygranym 4:0 przez jego zespół meczu przeciwko Alloa Athletic, w Pucharze Szkocji.
W lidze debiutował jeszcze w tym samym roku, w wygranym 2:0 spotkaniu przeciwko Motherwell. Swojego pierwszego gola strzelił podczas spotkania z Celtikiem, trafiając na 3:1. W Hearts rozegrał 15 meczów, strzelił 3 gole. W sezonie 2009/2010 był zawodnikiem Krywbas Krzywy Róg. Latem 2010 przeszedł do izraelskiego Bene Jehuda Tel Awiw.

### Kariera reprezentacyjna
Występował w reprezentacji Litwy.